# Bob jij of Bob ik?
Bob jij of Bob ik? is een Nederlandse voorlichtings- c.q. beïnvloedingscampagne tegen rijden onder invloed van alcohol. De campagne is een initiatief van het ministerie van Verkeer en Waterstaat, van Postbus 51.
Hierin is Bob de aanduiding van de persoon in een gezelschap die nuchter blijft, zodat deze automobilist de mensen die wel drank op hebben veilig naar huis kan rijden. In december 2001 begon de campagne.
Bob is niet als afkorting bedoeld, maar gewoon als naam. Bij de introductie van de campagne werd in de media gemeld dat het staat voor "Bewust Onbeschonken Bestuurder", waardoor veel mensen dit denken.

## Oorsprong
De Nederlandse campagne borduurt voort op het succes in België, waar men 'de Bob' in 1995 heeft geïntroduceerd. Bob is een idee van het Belgisch Instituut voor de Verkeersveiligheid. Deze private organisatie is samen met Belgische bierbrouwers eigenaar van Bob als merk.
Veilig Verkeer Nederland en de gezamenlijke importeurs en producenten van bier, wijn en gedistilleerde dranken besloten samen met het ministerie van Verkeer en Waterstaat om eind 2001 van start te gaan met een Nederlandse Bob-campagne.
Nog steeds zijn deze drie partijen de gezamenlijke regisseurs van de Nederlandse Bob-campagne.

## Inhoud
De campagne bestaat onder andere uit attentieborden langs autosnelwegen, commercials op radio en tv en Bob-pakketten voor onder andere horeca en lokale en regionale overheden. In 2006 werd zelfs het nachtbus-net van de RET herdoopt in BOB-bus.

## Onderzoek over 2008
Volgens een onderzoek uit 2009 was in 2008 het totale bereik van de campagne 97% en kon 53% een goede beschrijving van de tv-spot geven. De wintercampagne van dat jaar werd met een 7,4 beoordeeld, 63% van het algemeen publiek noemde 'niet met alcohol op achter het stuur kruipen' spontaan als belangrijkste boodschap van de campagne. Ook was een onderzoeksresultaat dat iedereen bekend is met de term Bob en de betekenis ervan, hetgeen tot de conclusie leidde dat de doelstelling, het handhaven van de bekendheid, was gehaald.
De meerderheid (64%) van het algemeen publiek zei afspraken te maken over wie er naar huis rijdt. 81 procent maakt altijd afspraken en ook altijd vooraf. Van degenen die dergelijke afspraken maken, gebruikt 35% vaak tot altijd de term ‘bob’.

## Vervolg
De Bob-campagne heeft eind 2006 een vervolg gekregen met 'Je bent top, bob!'. Via internet kunnen vrienden van de Bob hun Bob bedanken. De campagne wordt ondersteund door radio, televisie, kranten en internet.

## Trivia
- Bonnie St. Claire speelde in een Bob-televisiespotje in 2012.[4]